# Glypta pennsylvanica
Glypta pennsylvanica là một loài tò vò trong họ Ichneumonidae.